# Yanga guttulata
Espèce
La cigale Yanga guttulata est une espèce d'insecte de l'ordre des hémiptères, de la famille des Cicadidae, de la sous-famille des Cicadinae et du genre Yanga.

## Répartition
La cigale Yanga guttulata se rencontre à Madagascar, y compris sur l'île de Nosy Be.

## Habitat
Contrairement aux autres Cicadidae malgaches qui semblent posséder des biotopes bien particuliers, Yanga guttulata se caractérise par la grande diversité de ses habitats variant des forêts d'Uapaca bojeri aux rives du lac Alaotra et des zones semi-arides aux zones humides et perhumides, le seul caractère commun de ces habitats semblant être la présence d'arbres apparemment indispensables lors du chant et de l'accouplement.
Yanga guttulata affectionne, depuis le début des années 1960, les champs de canne à sucre et en est considérée comme un ravageur,,.

## Description

### Imago
Yanga guttulata est la plus petite des Yanga.
La longueur de l'imago est d'environ 25 à 28 mm, pour une largeur avec les ailes en extension d'environ 74 à 85 mm.
D'un jaune grisâtre à brun verdâtre, Yanga guttulata présente quelques stries de chaque côté des yeux et sur la ligne médiane du front une tache ocellaire ainsi que deux petites bandes médianes sur le prothorax ne consistant quelquefois qu'en deux petites taches. Elle arbore deux petits points de chaque côté près du rebord postérieur et, quatre, cinq ou sept points noirs sur l'écusson. 
Les tegmina et les ailes sont opaques. Les Élytres sont d'un gris pâle nuancé de brun, surtout sur les nervures anastomotiques et au sommet des nervures apicales. Les ailes sont jaune rougeâtre ou ocré avec une macule médiane et une bande apicale d'un brun rouge. Cette bande submarginale brune part du champ anal, suit la nervure ambiante, se courbe avec elle à l’apex, longe le bord costal jusqu’à la nervation transverse au niveau de laquelle elle s’étale un peu plus largement, dessinant une sorte de point d’interrogation.
L'abdomen est plus pâle en dessous et recouvert d'une poussière farineuse. 
Les pattes sont jaune pâle avec les cuisses antérieures uni-épineuses qui présentent un faciès de brun au sommet. Les tibias postérieurs, multi-épineux, possèdent de quatre à six épines. Les tarses ont le sommet des articles et des crochets noirâtres.

## Écologie

### Alimentation
Les larves, enfouies dans le sol, se nourrissent par piqûre des racines des végétaux. L'imago s’alimente en aspirant la sève des tiges et des nervures foliaires. Yanga guttulata affectionne la canne à sucre.
Parmi les plantes hôtes de Yanga guttulata, il est possible de citer, en dehors de la canne à sucre, les espèces importées telles le manguier Mangifera indica, les légumineuses Pithecellobium dulce et Albizia lebbeck, les bananiers, et les espèces endémiques telles des cypéracées et des graminées comme Loudetia simplex, Neyraudia madagascariensis, Imperata cylindrica et Phragmites australis. 

### Cycle de vie
La femelle pond, sur la partie sèche des plantes, après accouplement et prise de nourriture, à environ 3 jours de vie adulte, de l'ordre de 100 à 380 œufs par plusieurs émissions d’œufs et ce jusqu'à sa mort.
A l’éclosion de l’œuf, la jeune larve de Yanga guttulata s’enfouit dans le sol et passe par cinq stades larvaires avant de parvenir au stade pré-imaginal. Sa morphogenèse terminée, la larve sort de terre, s’accroche à un support végétal avant l’exuviation. Les sorties d’adultes ont lieu pendant la saison des pluies (de fin novembre à début mars à Madagascar avec un pic en janvier) avec un ratio mâle/femelle unitaire. L'imago vit de 1 à 17 jours avec une moyenne de 8 jours.
Le cycle larvaire est principalement d'un an mais peut atteindre deux ans.

### Prédateurs
Le pique-bœufs ou héron garde-bœufs, Bubulcus ibis, est un prédateur de Yanga guttulata qu'il consomme principalement à deux moments de la journée où elle est peu active, le matin très tôt et le soir peu avant la tombée de la nuit. Le milan noir Milvus migrans et le corbeau à collier Corvus collaris peuvent également se nourrir de cette cigale. Le hérisson malgache, Tenrec ecaudatus, se nourrit de larves prêtes à émerger, dans le sol et à la surface du sol, ainsi que d’adultes fraîchement éclos. Une guêpe, Sphecius grandidieri, attaque les adultes de Yanga guttulata, les paralyse et les traîne à son terrier pour les offrir en nourriture à ses larves. Des fourmis comme Tetramorium sericeiventre blockmanni et Pheidole megacephala s'attaquent aux larves ainsi que Technomyrmex detorquens.

## Systématique
L'espèce a été décrite par l’entomologiste français Victor Antoine Signoret en 1860 sous le protonyme Platypleura guttulata et transférée dans le genre Yanga (genre) par l’entomologiste britannique William Lucas Distant en 1906,.

### Synonymie
- Platypleura guttulata Signoret, 1860 (protonyme)[2].
- Platypleura tepperi Goding & Froggatt, 1904[8]